# تكنيشيوم
التكنيشيوم هو عنصر كيميائي اصطناعي رمزه Tc والعدد الذري 43؛ وينتمي إلى عناصر المستوى الفرعي d في الدورة الخامسة، ويقع في المرتبة الثانية ضمن عناصر المجموعة السابعة في الجدول الدوري. التكنيشيوم عنصر مشع، وهو أخف العناصر الكيميائية التي نظائرها جميعها مشعّة؛ إذ يعد هو والبروميثيوم من العناصر المشعة الخفيفة التي جيرانها في الجدول الدوري عناصر مستقرة. لا يوجد التكنيشيوم بشكل حر في الطبيعة، إنما على هيئة ناتج انشطار نووي في خامات اليورانيوم والثوريوم وفي عدد من التفاعلات النووية للعناصر المجاورة مثل الموليبدنوم.
ينتمي التكنيشيوم كيميائياً إلى الفلزات الانتقالية؛ ويوجد على هيئة فلز رمادي، ويشبه في خواصه الكيميائية جيرانه من المنغنيز والرينيوم. وكان ديميتري مندلييف قد تمكن من التنبؤ بخواص هذا العنصر قبل اكتشافه، وأطلق عليه مؤفتاً تسمية إيكامنغنيز، إلى أن جرى التمكن من اصطناعه أول مرة في سنة 1937، ليصبح أول عنصر كيميائي مصطنع، ومن هنا اشنقت تسميته من اللغة الإغريقية والتي تعني مصطنع.
يستخدم المصاوغ النووي 99mTc قصير العمر والمصدر لأشعة غاما بشكل واسع في مجال الطب النووي.

## التاريخ وأصل التسمية

### مرحلة قبل الاكتشاف
كان العالم ديميتري مندلييف  رائداً في دراسة العناصر الكيميائية وتصميم الجدول الدوري، وكان قد اقترح عدة أشكال له في العقدين السادس والسابع للقرن التاسع عشر، وكانت التصاميم المقترحة تحوي على فجوة بين عنصري الموليبدنوم (العنصر 42) والروثينيوم (العنصر 44). توقّع مندلييف في سنة 1871 أن يشغر العنصر المفقود المكانَ تحت عنصر المنغنيز وأن تكون الخواص الكيميائية مشابهة له؛ وأطلق عليه تسمية إيكامنغنيز  المؤقتة. أثارت تلك التوقّعات الدافع لدى العديد من العلماء والباحثين للقيام بمزيد من الأبحاث للتمكّن من اكتشاف وتسمية العنصر المفقود. خاصّةً أن موقعه في الجدول الدوري كان شاغراً بين العديد من العناصر المعروفة والمكتشفة حينها، مما قد يوحي أن الاكتشاف قد يكون سهلاً. ولكن الأمر لم يكن بتلك السهولة، نظراً للخواص المشعّة للعنصر المفقود التي لم تكن معروفة في ذلك الزمن. على الرغم من ذلك ظهرت في أواخر القرن التاسع عشر وأوائل القرن العشرين العديد من الادعاءات التي زعمت اكتشاف العنصر 43.
| السنة | المدّعي             | الاسم المقترح | المادة الفعلية              |
| ----- | ------------------ | ------------- | --------------------------- |
| 1828  | غوتفريد أوسان      | بولينيوم      | إريديوم                     |
| 1845  | هاينريش روزه       | بيلوبيوم      | سبيكة تانتالوم ونيوبيوم     |
| 1847  | هانز رودولف هيرمان | إلمينيوم      | سبيكة تانتالوم ونيوبيوم     |
| 1877  | سيرج كيرن          | دافيوم        | سبيكة إريديوم وروديوم وحديد |
| 1896  | بروسبير بارييه     | لوسيوم        | إتريوم                      |
| 1908  | ماساتاكا أوغاوا    | نيبونيوم      | رينيوم                      |

من بين تلك الادعاءات ما ظهر في عشرينيات القرن العشرين من العلماء الألمان فالتر نوداك  وأوتو بيرغ  وإيدا تاكه ، الذين أعلنوا عن اكتشاف العنصرين 43 و75 في سنة 1925، واختاروا للعنصر 43 تسمية «مازوريوم»  إشارةً إلى منطقة مازوريا  التاريخية في شرق بروسيا (حالياً في بولندا)، حيث تعود أصول عائلة نوداك. إلا أن تلك التسمية كانت مثيرةً للجدل، إذ فُسّرت على أنها إشارة إلى سلسلة المعارك التي انتصر فيها الجيش الألماني على الجيش الروسي في الحرب العالمية الأولى. إضافة إلى ذلك فإن منهجية البحث العلمي المتّبعة كانت محط جدل أيضاً؛ إذ أتى ادعاء الاكتشاف من تجرية قام حينها العلماء بقذف عينة من الكولومبيت  بحزمة من الإلكترونات، وبفحص الصورة الطيفية واستنتجوا وجود العنصر 43 في العيّنة. إلا أن التجارب اللاحقة لم تتمكن من تكرار النتائج، وأقرّ المجتمع العلمي أنّها خاطئة. بالرغم من ذلك فقد ظهرت في سنة 1933 سلسلة من المقالات عن اكتشاف العناصر الكيميائية والتي أوردت التسمية مازوريوم فيها للإشارة إلى العنصر 43. ظهرت محاولات جديدة لإعادة النظر في ادعاءات نوداك من منحى علمي، لكن الاستنتاجات رفضت من العالم بول كورودا  بناء على الكمية التي من الممكن أن يكون فيها التكنيشيوم في الخامات المدروسة، فهي لا تتجاوز 3 × 10‎−11‎ ميكروغرام/كيلوغرام من العينة، وهي كمّية لا يمكن تحليلها وفق الطرائق التقليدية المتّبعة آنذاك من نوداك.

### الاكتشاف والمرحلة اللاحقة

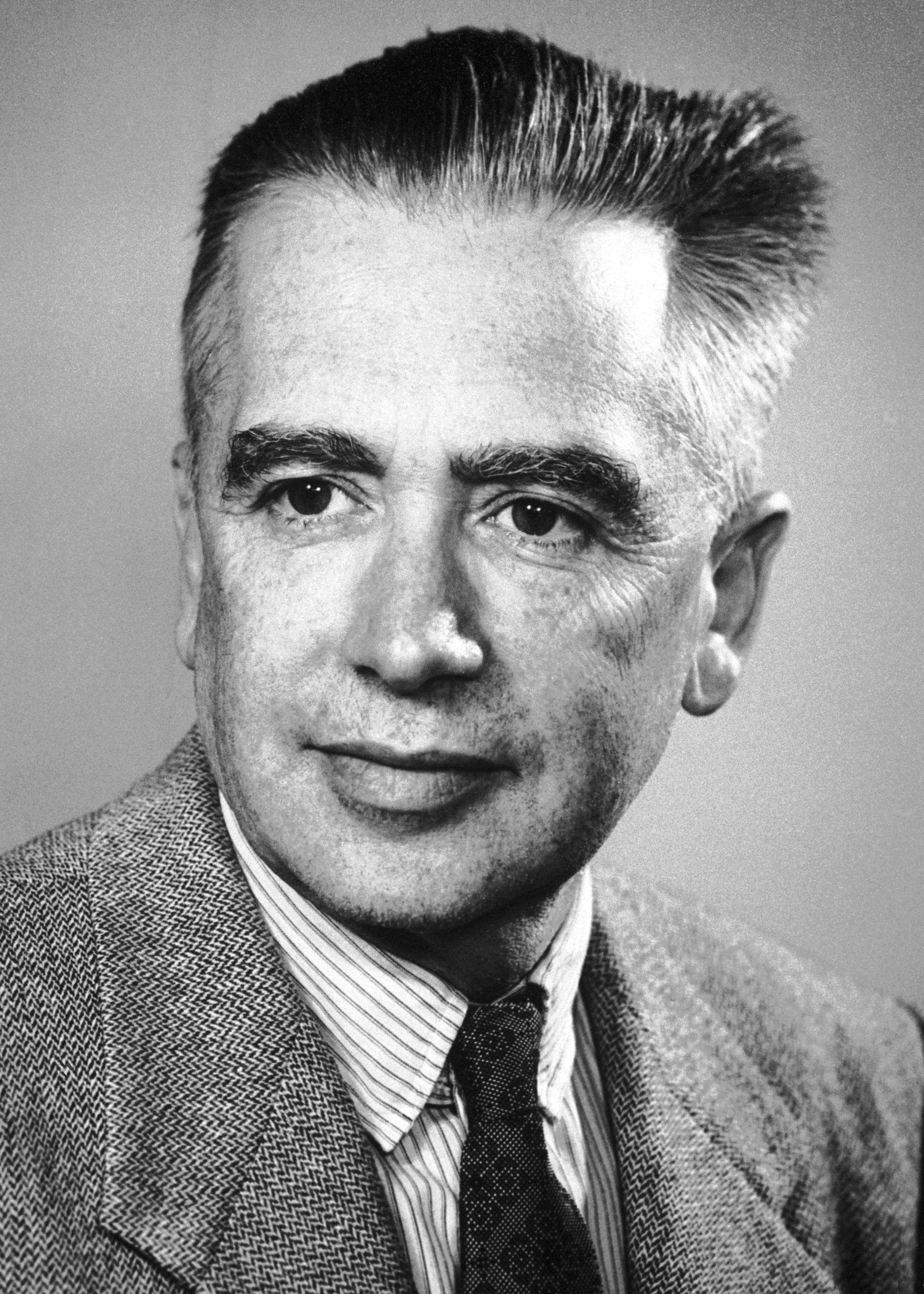
إميليو سيغري

بالنهاية تمكن العالمان كارلو بيرير  وإميليو سيغري  من تأكيد اكتشاف العنصر 43 في سنة 1937 إبان تجربة أجريت في جامعة باليرمو . وقبل ذلك بسنة كان إميليو سيغري في زيارة للولايات المتحدة، زار فيها جامعة كولومبيا  في نيويورك أولاً ثم مختبر لورنس بيركلي الوطني  في كاليفورنيا؛ وتمكن من إقناع إرنست لورنس  مخترع المسرّع الدوراني  بالحصول على أجزاء من المسرّع الدوراني المتروكة لأنها أصبحت مشعّة؛ فقام لورنس بشحن تلك القطع منها رقاقة معدنية  من الموليبدنوم كانت جزءاً من الحارف (العاكس)  في المسرّع الدوراني. بعد الأبحاث الأولية كلّف سيغري زميله الكيميائي بيرير بمحاولة إثبات أن النشاط الإشعاعي في الشريحة ليس من الموليبدنوم، إنما من العنصر 43؛ وهذا ما تمكنا من فعله في سنة 1937 عندما عزلا نظيرين جديدين لهما كتلة ذرية 95 و97 والعدد الذري 43. كان الاقتراح الأولي من موظفي جامعة باليرمو بتسمية العنصر الجديد «بانورميوم»  وذلك نسبةً إلى بانورموس  الاسم اللاتيني لمدينة باليرمو الإيطالية. إلا أن الاسم الحالي للعنصر 43 «تكنيشيوم» اعتمد دولياً في سنة 1947؛ وذلك نسبةً إلى الكلمة الإغريقية تكنيتوس  بمعنى اصطناعي، إشارةً إلى أنه أول عنصر كيميائي مصطنع. عاد سيغري مرة أخرى إلى الولايات المتحدة، والتقى مع غلين سيبورغ  في جامعة كاليفورنيا في بركلي؛ وتمكنا من عزل المصاوغ النووي 99mTc والمستخدم حالياً في التطبيقات الطبية.
بعد عدة سنوات من الاكتشاف وفي سنة 1952، كشف الفلكي باول ميريل  عن وجود السمة المميزة للتكنيشيوم في طيف الانبعاث  في الضوء الوارد من النجوم العملاقة الحمراء من النوع S . كانت تلك النجوم في المراحل الأخيرة من عمرها ولكنها كانت غنية بالعناصر قصيرة الأمد، مما دفع للتخمين بوجود تفاعلات نووية داخل النجوم، بالتالي بدأت نظريات التخليق النووي  بالترسّخ؛ والتي أثبتت لاحقاً أنها ناتجة عن عمليات التقاط نيوترونات بطيئة.

## الوفرة الطبيعية
في الكون
بُرهن على وجود التكنيشيوم في النجوم الحمراء العملاقة في عمليات التخليق النووي؛} وتلك النجوم التي تنتج التكنيشيوم تكون في مراحلها العمرية الأخيرة، وتنتجه عبر تفاعلات نووية. إلا أن درجة الحرارة في النجوم المندرجة ضمن النسق الأساسي ، ومن ضمنها الشمس، لا تكون مرتفعة بالشكل الكافي من أجل تخليق واصطناع العناصر الثقيلة.
على الأرض

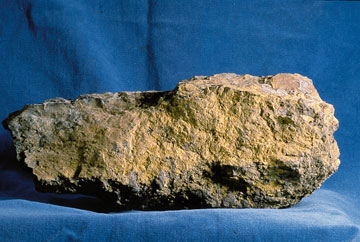
تحوي خامات اليورانيوم على آثار من التكنيشيوم

لا يوجد عنصر التكنيشيوم بشكل حر يمكن عزله في الطبيعة، وإن وجد إنما على هيئة آثار نزرة من نظائره المختلفة في القشرة الأرضية بتراكيز تصل إلى 0.003 جزء في التريليون. يحوي كيلوغرام من اليورانيوم على كمية تقدر بحوالي 1 نانوغرام، وذلك ما يكافئ 10 تريليون ذرة من التكنيشيوم. تعود ندرة هذا العنصر في الطبيعة لأن عمر النصف  للنظيرين تكنيشيوم-97 97Tc وتكنيشيوم-98 98Tc يقع في حدود 4.2 مليون سنة، وتلك فترة انقضت منذ تشكّل الأرض؛ لذلك فلا توجد احتمالية ممكنة لوجود نظائر التكنيشيوم الابتدائية . بالرغم من ذلك، ومنذ اكتشاف التكنيشيوم، دأبت المحاولات على اكتشاف عينات من هذا العنصر على سطح الأرض. وقد سجلت في سنة 1962 اكتشاف آثار من التكنيشيوم-99 في عينات من اليورانينيت (البتشبلند)، والتي عثر عليها في دولة الكونغو البلجيكية السابقة؛ وما هي إلا ناتج انشطار نووي تلقائي من اليورانيوم-238. كما يحوي مفاعل الانشطار النووي الطبيعي في منطقة أوكلو  في الغابون على شواهد تدل على وجود كميات من التكنيشيوم-99 في فترة من الفترات، والتي اضمحلت إلى الروثينيوم-99.
{\displaystyle \mathrm {^{238}_{\ 92}U\ {\xrightarrow {sf}}\ _{\ 53}^{137}I+_{39}^{99}Y+2\,_{0}^{1}n} }
{\displaystyle \mathrm {^{99}_{39}Y\ {\xrightarrow[{1{,}47\,s}]{\beta ^{-}}}\ _{40}^{99}Zr\ {\xrightarrow[{2{,}1\,s}]{\beta ^{-}}}\ _{41}^{99}Nb\ {\xrightarrow[{15{,}0\,s}]{\beta ^{-}}}\ _{42}^{99}Mo\ {\xrightarrow[{65{,}94\,h}]{\beta ^{-}}}\ _{43}^{99}Tc\ {\xrightarrow[{211100\,a}]{\beta ^{-}}}\ _{44}^{99}Ru} }
بالتالي، فإن جميع التكنيشيوم الذي يمكن أن يوجد في الطبيعة ما هو إلا ناتج انشطار نووي مؤقت لنوى ذرات أثقل، والذي يضمحل بدوره إلى نوانج انشطار لذرات عناصر أخرى. لذلك، لا تقارن الوفرة الطبيعية لهذا العنصر مع العناصر الأخرى، التي توجد عادة ضمن معادن مختلفة. من جهة أخرى، قد يوجد التكنيشيوم في المحيط الحيوي  نتيجة النشاط البشري؛ مثل تجارب الأسلحة النووية فوق سطح الأرض إلى انطلاق كميات كبيرة من التكنيشيوم في الغلاف الجوي، بالإضافة إلى المفاعلات النووية وإعادة المعالجة النووية . فعلى سبيل المثال، قُدّرت الكمّية المتشكّلة من التكنيشيوم من مجمّع سيلافيلد النووي  بين سنتي 1995 و1999 بحوالي 900 كغ والتي كانت تصل إلى البحر الأيرلندي ؛ ولذلك فإنه منذ سنة 2000 وضعت قوانين صارمة تحد من الكمية المسموحة المتشكلة من التكنيشيوم في المفاعلات النووية يمقدار 140 كغ في السنة. أما في الكائنات الحية، فمن النادر جداً التمكن من إثبات وجود هذا العنصر بشكل طبيعي، وإن وجدت مستويات مرتفعة، فذلك يعود بسبب التلوث، مثلما حدث في أعداد الهمار في البحر الأيرلندي؛ وكذلك في السمك والكركند الأوروبي  في البحر غربي كمبريا  والتي كانت تحوي على كمية من الإشعاع الصادر عن التكنيشيوم.

## الإنتاج
على العكس من الوفرة الطبيعة النادرة لهذا العنصر، فإن كميات معتبرة من التكنيشيوم-99 تنتج سنوياً من الوقود النووي المستهلك، والذي يحتوي أيضاً على نواتج انشطار مختلفة. إذ إن انشطار غرام واحد من اليورانيوم-235 في المفاعلات النووي ينتج 27 مغ من التكنيشيوم، وذلك يوافق مردود مقداره 6.1%. هناك نظائر انشطارية  أخرى قادرة على إنتاج التكنيشيوم بمردود مقارب، مثل 4.9% من اليورانيوم-233 و6.21% من البلوتونيوم-239. قدرت الكمية المنتجة عالمياً من التكنيشيوم بمقدار 78 طن بين سنتي 1983 و1994.
يوجد التكنيشيوم-99 في المخلفات الإشعاعية  وكذلك في السقط النووي  الناتج عن انفجارات الأسلحة النووية. تقاس كمية الإشعاع بالبيكريل ، ويشكل الإشعاع الصادر عن التكنيشيوم-99 جزءاً معتبراً من النشاط الإشعاعي للمخلفات النووية، والذي يمكن أن يدوم لقترة تصل إلى مليون سنة بعد تشكل تلك المخلفات النووية. كما ينتج التكنيشيوم من اختبارات الأسلحة النووية؛ وقدرت كمية الإشعاع الصادر عن التكنيشيوم-99 بين سنتي 1945–1994 إلى الغلاف الجوي بمقدار 160 تيرّابيكريل. تساهم إعادة المعالجة النووية  أيضاً في طرح التكنيشيوم-99 إلى البيئة، لكن منذ بداية القرن الحادي والعشرين ظهرت تشريعات ضابطة حدت من الكميات المطروحة. يترك عادةً الوقود النووي المستهلك في المفاعلات النووية لعدة سنوات قبل إجراء إعادة المعالجة النووية، وأثناء ذلك يضمحل الموليبدنوم-99 والتكنيشيوم-99 مع مرور الوقت. يحوي السائل بعد عملية استخلاص اختزالي لليورانيوم والبلوتونيوم  على تراكيز مرتفعة من التكنيشيوم على هيئة -TcO4، إلا أن ذلك النوع الكيميائي مكون بالكامل من تكنيشيوم-99 وليس تكنيشيوم-99m. يستحصل على المادة الأولية في تحضير التكنيشيوم-99 وهي الموليبدنوم-99 من التنشيط النيوتروني  للموليبدنوم-98. كما يمكن تحضير النظائر الأخرى، مثل التكنيشيوم-97، من تعريض الروثينيوم-96 للنيوترونات.

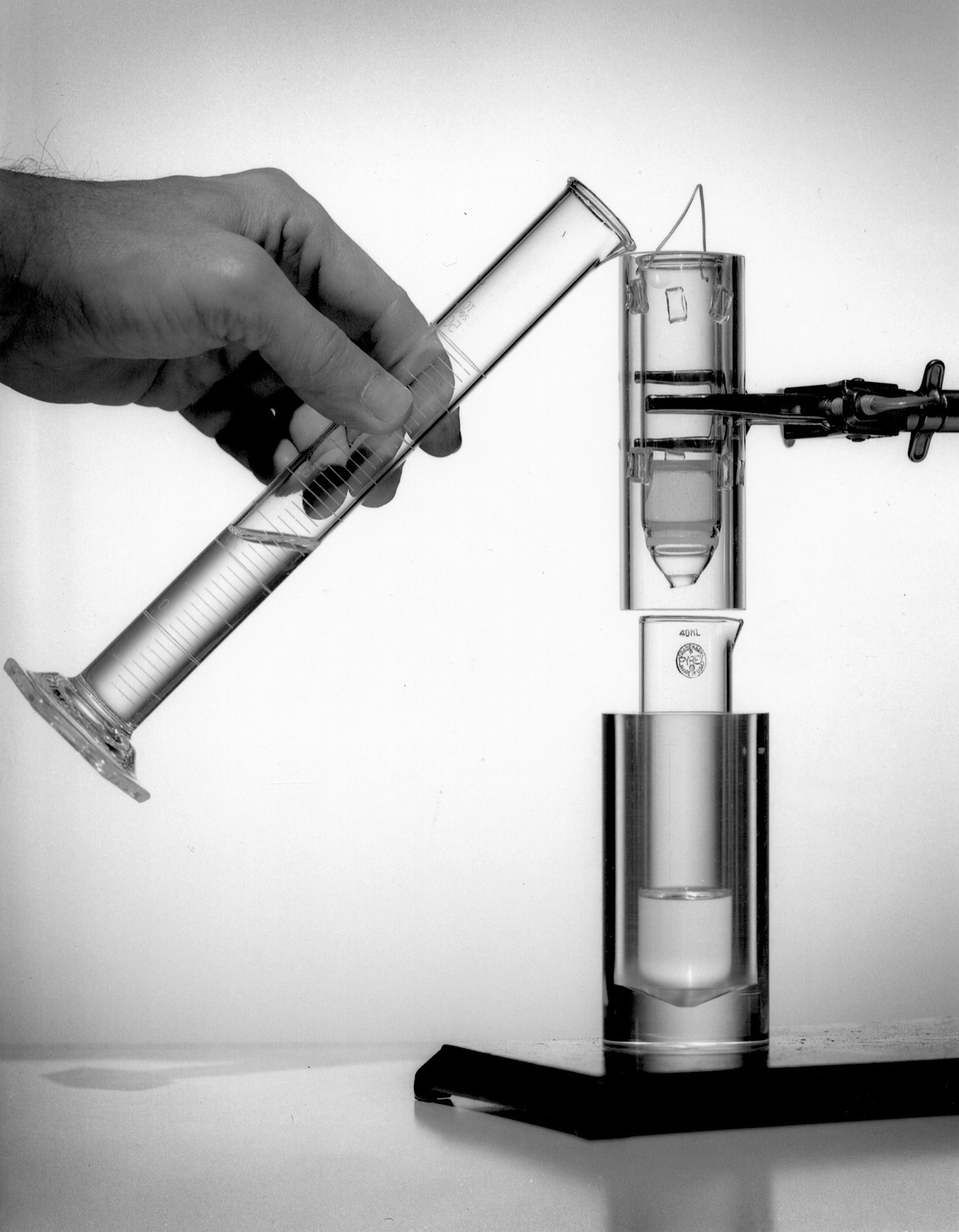
حضر أول مولد للتكنيشيوم في سنة 1958

تنتج النسبة العظمى من التكنيشيوم-99m والمستخدم في التطبيقات الطبية من تشعيع كميات مخصصة من اليورانيوم عالي التخصيب  في مفاعل، ثم باستخراج الموليبدنوم-99 من العينة الهدف باستخدام وسائل مخصصة للمعالجة، ثم باستحصال التكنيشيوم-99m من الموليبدنوم-99 في مراكز التشخيص الطبي. يوجد الموليبدنوم-99 على هيئة أيون موليبدات 2−MoO4، والذي يمتز  على الألومينا الحمضية  Al2O3 داخل عمود كروماتوغرافي مدرّع للوقاية من الإشعاع في مولد التكنيشيوم . للموليبدنوم-99 عمر نصف مقداره 67 ساعة، ومن الممكن استحصال وإنتاج التكنيشيوم-99m منه بشكل مستمر. يستحصل التكنيشيوم على هيئة بيرتكنيتات  منحل، ويستخلص بالشطف  باستخدام محلول ملحي. من سلبيات هذه العملية أن استحصال التكنيشيوم يتطلب مواد أولية من اليورانيوم-235، والخاضع لقيود أمنية للمواد النووية الانشطارية. من أشهر المفاعلات النووية المستخدمة في إنتاج التكنيشيوم كل من مفاعل البحث الوطني الشامل  في مختبرات تشوك ريفر  في مقاطعة أونتاريو الكندية؛ ومفاعل بيتن النووي  في مجموعة الاستشارة والبحث النووي  في هولندا؛ ويقترح البحث من أجل إنشاء مفاعلات جديدة بدلاً من القديمة من أجل تأمين الكميات بشكل مستدام. بأسلوب آخر، يمكن إنتاج التكنيشيوم-99m من قذف عينة هدف من الموليبدنوم-100 بالبروتونات مرتفعة الطاقة (22 ميغاإلكترون فولت) في المسرّعات الدورانية، وقد عرض هذا الأسلوب لأول مرة في سنة 1971؛ إلا أن ازدياد الطلب على تأمين مخزون طبي مستمر من التكنيشيوم-99m إلى إعادة الاهتمام في إنتاجه بواسطة هذا الأسلوب؛ وتجرى الأبحاث في مراكز مسرعات الجسيمات من أجل تطوير وسائل جديدة للإنتاج.

## النظائر
يعد عنصر التكنيشيوم بعدده الذرّي 43، أقل العناصر الكيميائية من حيث ترتيب العدد الذري في الجدول الدوري والتي جميع نظائره مشعة. عموماً تعد نوى الذرات  ذات العدد الفردي من البروتونات أقل استقراراً من تلك ذات الأعداد الزوجية، حتى وإن كان المجموع الكلي للنويّات  (من البروتونات والنيوترونات) زوجياً.
إن جميع نظائر التكنيشيوم هي نظائر مشعّة، وأكثرها استقراراً هما النظيران تكنيشيوم-97 بعمر نصف مقداره 4.21±0.16 مليون سنة؛ وتكنيشيوم-98 بعمر نصف 4.2±0.3 مليون سنة؛ وهناك تداخل في مجال ثقة  قياسات عمر النصف الحالية بالشكل الذي يصعب فيه تحديد أيهما الأكثر استقراراً. يأتي بعدهما في الترتيب النظير تكنيشيوم-99، والذي يبلغ عمر النصف لديه مقدار 211,100 سنة. إجمالاً يوجد هناك 34 نظير مشع مصطنع لهذا العنصر، والتي تتراوح أعداد الكتلة فيها بين 86 إلى 122؛ ولأغلبها أعمار نصف أقل من ساعة واحدة، باستثناء النظائر تكنيشيوم-93 (2.73 ساعة)، وتكنيشيوم-94 (4.88 ساعة) وتكنيشيوم-95 (20 ساعة) وتكنيشيوم-96 (4.3 يوم).
إن نمط الاضمحلال  الأساسي لنظائر التكنيشيوم الأخف من تكنيشيوم-98 على هيئة التقاط إلكترون  لتنتج نظائر الموليبدنوم الموافقة؛ أما بالنسبة للنظائر الأثقل فإن نمط الاضمحلال الأساسي على هيئة اضمحلال بيتا  لتنتج نظائر الروثينيوم الموافقة؛ باستثناء تكنيشيوم-100 والذي يستطيع أن يضمحل وفق النمطين المذكورين. للتكنيشيوم أيضاً العديد من المصاوغات النووية ، وهي نظائر تحوي على نويّات في حالة مثارة؛ ومن الأمثلة عليها كل من تكنيشيوم-97m (حيث تشير m إلى حالة شبه الاستقرار ) والذي يبلغ عمر النصف لديه مقدار 91 يوم؛ وتكنيشيوم-95m بعمر نصف 61 يوم؛ وتكنيشيوم-99m بعمر نصف 6 ساعات.

## الخواص الفيزيائية

البنية البلورية لفلز التكنيشيوم

التكنيشيوم هو فلز ذو لون رمادي فضي مشع، ومظهره شبيه بفلز البلاتين، ولكنه غالباً ما يستحصل على هيئة مسحوق رمادي. تتبع البنية البلورية لهذا الفلز نظاماُ بلورياً سداسياً متراصاً . هناك اختلاف طفيف في الخواص الفيزيائية بين الكتل الصلبة الكبيرة لهذا الفلز وبين الجسيمات النانوية  للفلز النقي؛ إذ تكون البنية البلورية للجسيمات النانوية مكعّبة؛ كما لا يظهر طيف الرنين المغناطيسي النووي  تفرعاً (أو انشقاقاً)  للقمة؛ في حين أن قمم طيف الكتل الصلبة من التكنيشيوم السداسي تبدي ذلك التفرع على هيئة تسعة توابع طيفية .. للتكنيشيوم الذري خطوط طيفية  مميزة في طيف الانبعاث  عند أطوال موجة توافق 363.3 نانومتر (نم) و403.1 نم و426.2 نم و429.7 نم و485.3 نم.
يبدي التكنيشيوم خواص مغناطيسية مسايرة ، مما يعني أن ثنائيات القطب تصطف مع الحقل المغناطيسي الخارجي، ولكنها تعود إلى حالة اللاتوجه العشوائية عند إزالته. تصبح البلورات الأحادية  الفلزية النقية من التكنيشيوم موصلات فائقة من النوع الثاني  عند درجات حرارة أخفض من 7.46 كلفن. دون درجة الحرارة تلك، فإن للتكنيشيوم عمق اختراق مغناطيسي مرتفع جداً، وتكون قيمته أعلى من أي عنصر كيميائي آخر ما عدا النيوبيوم.

## الخواص الكيميائية
يقع التكنيشيوم ضمن عناصر المجموعة السابعة تحت المنغنيز وفوق الرينيوم؛ وكما توقع مندلييف أثناء تصميم الجدول الدوري، فإن الخواص الكيميائية للتكنيشيوم هي وسط بين ذانك العنصرين؛ مع تقارب أكبر للرينيوم بالمقارنة مع المنغنيز، وخاصة فيما يتعلق بالخمول الكيميائي  والميل لتشكيل روابط تساهمية . وذلك متسق مع ميل عناصر الدورة الخامسة للتشابه مع نظيراتها من عناصر الدورة السادسة بشكل أكبر من عناصر الدورة الرابعة؛ ويعود السبب إلى الانكماش اللانثانيدي .
ينحل التكنيشيوم في الماء الملكي  وكذلك في حمض النتريك وحمض الكبريتيك المركز، ولكن ليس في حمض الهيدروكلوريك بأي تركيز. يؤدي تعرض التكنيشيوم إلى الهواء الرطب إلى فقداته للمعانه. يحترق التكنيشيوم في تيار من الأكسجين عندما يكون على هيئة مسحوق؛ وعندما يتفاعل مع الهيدروجين عند ضغوط مرتفعة يتشكل المركب الهيدريدي  TcH1.3 وعندما يتفاعل مع الكربون يتشكل الكربيد  Tc6C, ويمكن لتشكل الكربيد بمحتوى كربوني منخفض أن يساهم في تثبيت جسيمات التكنيشيوم النانوية.
يستطيع التكنيشيوم أن يحفز تفكك الهيدرازين باستخدام حمض النتريك، ويعود السبب في هذه الخاصة إلى تعدد تكافؤ هذا العنصر. من جهة أخرى، تسبب تلك الخاصة مشكلة عند فصل البلوتونيوم من اليورانيوم عند إجراء إعادة المعالجة النووية؛ إذ يستخدم الهيدرازين أحياناً على هيئة مختزل واقٍ  من أجل الإبقاء على البلوتونيوم في حالة التكافؤ الثلاثية  بدلاً من الرباعية ، مما قد يتطلب تحوير العملية بشكل موافق.

### المركبات الكيميائية
يمتلك التكنيشيوم تسع حالات أكسدة ممكنة في مركباته الكيميائية تتراوح بين −1 إلى +7؛ وأكثرها شيوعاً +4 و+5 و+7.
البيرتكنيتات

بنية أيون البيرتكنيتات

يعد أيون البيرتكنيتات أكثر الأنواع الكيميائية شيوعاً لعنصر التكنيشيوم، ويوجد بشكل سهل الاستحصال على هيئة بيرتكنيتات الصوديوم Na[TcO4]، وهو الشكل المتوفر عند اضمحلال النشاط الإشعاعي للموليبدنوم. في المحاليل المائية فإن أيون البيرتكنيتات يتميه بشكل ضعيف . هناك تشابه بين بنية البيرتكنيتات والبيرمنغنات، إلا أن الخواص المؤكسدة لأيون البيرتكنيتات أضعف. في وسط من حمض الكبريتيك المركز تتحول أيونات البيرتكنيتات إلى الشكل ثماني السطوح  TcO3(OH)(H2O)2، وهي القاعدة المرافقة  للمعقد المائي الثلاثي الافتراضي  +[TcO3(H2O)3].
الأكسيد
يحضر أكسيد التكنيشيوم السباعي، وهو صلب متطاير  ذو لون أصفر شاحب، من أكسدة عنصر التكنيشيوم:
{\displaystyle {\ce {4 Tc + 7 O2 -> 2 Tc2O7}}}
وهو يشابه أكسيد المنغنيز السباعي، وتتسم بنيته بتناظر مركزي ، مع وجود قيمتين لطول الرابطة Tc−O وهما 167 و184 بيكومتر. يتحلمه  أكسيد التكنيشيوم السباعي إلى البيرتكنيتات وحمض البيرتكنيتيك  اعتماداً على pH الوسط:
{\displaystyle {\ce {Tc2O7 + 2 OH^{-}-> H2O + 2 TcO4^{-}}}}
{\displaystyle {\ce {Tc2O7 + H2O -> 2HTcO4}}}
يصنف حمض البيرتكنيتيك HTcO4 ضمن الأحماض القوية.
كالكوجينيدات أخرى

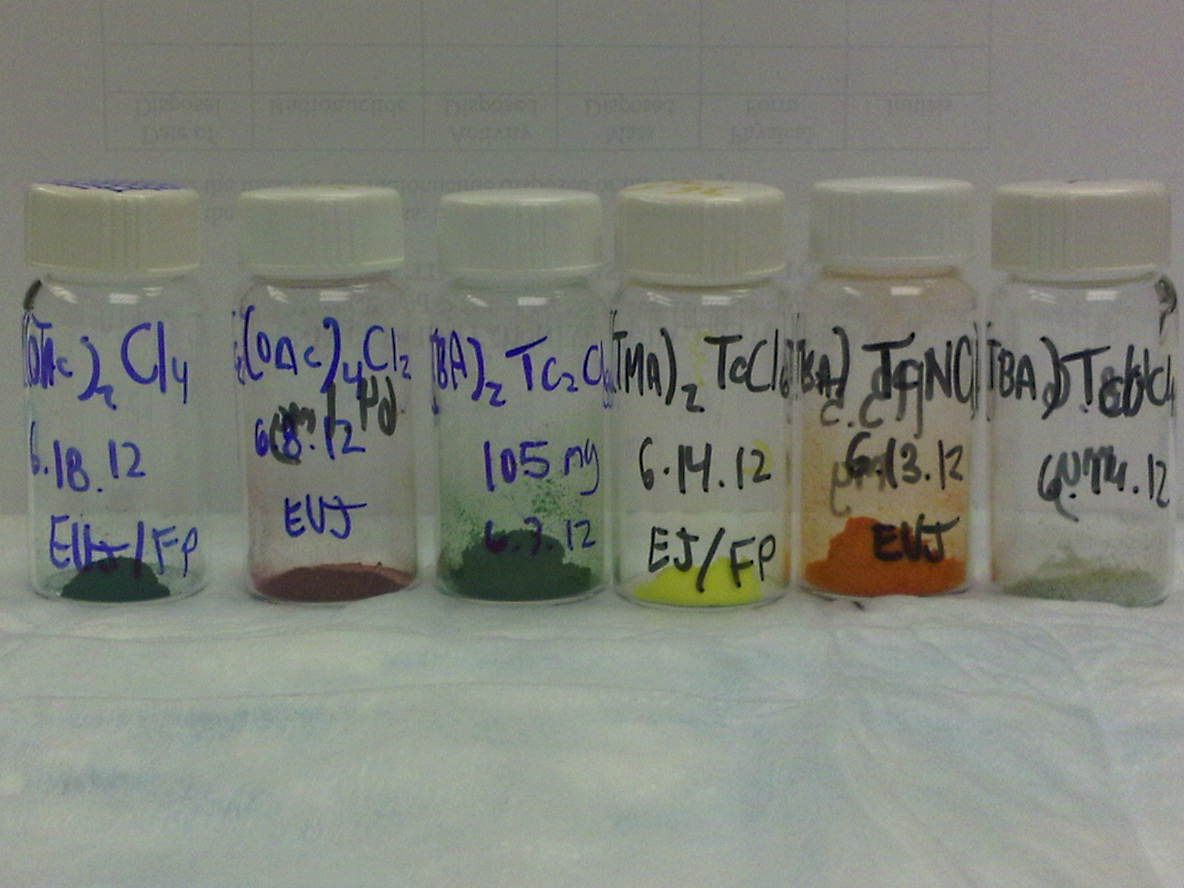
معقدات كلورية للتكنيشيوم في حالات أكسدة مختلفة.

يستطيع التكنيشيوم أن يشكل كالكوجينيدات  أخرى، مثل ثنائي الأكسيد TcO2، وثنائي الكبريتيد TcS2 وثنائي السيلينيد  TcSe2 وثنائي التيلوريد  TcTe2 يحضر الشكل الكبريتيدي Tc2S7 من معالجة البيرتكنيتات مع كبريتيد الهيدروجين، والذي يتفكك حرارياً إلى ثنائي الكبريتيد وعنصر الكبريت. على العكس من عنصر الرينيوم، فلم يتم التمكن من عزل ثلاثي أكسيد لعنصر التكنيشيوم؛ إلا أنه برهن على وجوده في الطور الغازي باستخدام تقنية مطيافية الكتلة.
الهيدريدات والهاليدات
يشكل التكنيشيوم عدداً من المعقدات الهيدريدية مثل 2−TcH9؛ وهو مشابه بنيوياً لمعقد يشكله الرينيوم 2−ReH9. كما يستطيع التكنيشيوم أن يشكل معقدات هيدريدية أخرى.

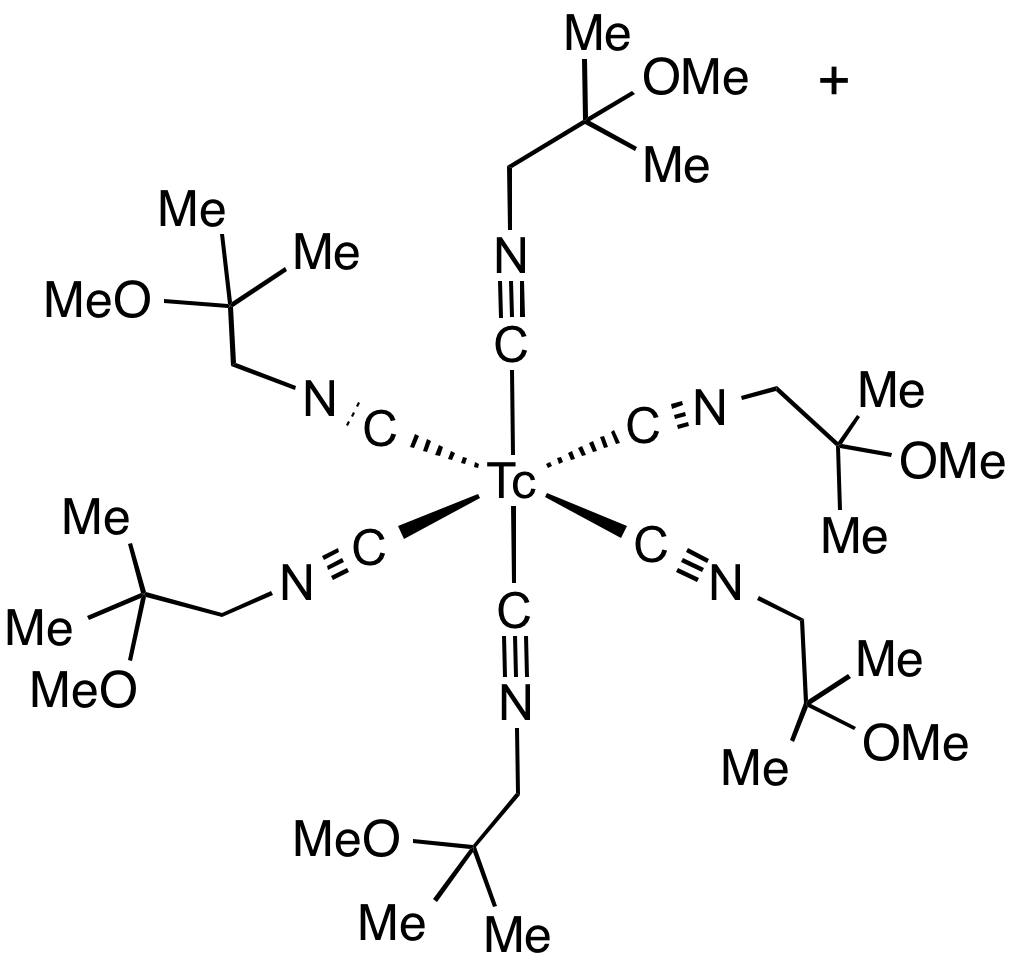
معقد تناسقي للتكنيشيوم على هيئة سيستاميبي (كارديوليت) زالمستخدم في تصوير القلب.

هناك عدد من الهاليدات الثنائية  المعروفة للتكنيشيوم مثل سداسي الفلوريد TcF6 ورباعي الكلوريد TcCl4 على سبيل المثال. وعموماً فإن الهاليدات المعروفة للتكنيشيوم تتفاوت بين حالة الأكسدة الثنائية إلى السداسية للهالوجينات المختلفة. لهاليدات التكنيشيوم بنى مختلفة مثل المعقدات ثمانية السطوح؛ أو السلاسل البوليميرية أو الصفائح المطبقة  أو تجمعات عنقودية فلزية  في شبكة ثلاثية الأبعاد. يستطيع هذا العنصر أن يشكل عدداً من الهاليدات المعقدة الحاوية على روابط Tc–Tc بالإضافة إلى إمكانية وجود ربيطات جسرية  من ذرات الهالوجين.
المعقدات التناسقية
يشكل التكنيشيوم عدداً من المعقدات التناسقية  مع ربيطات عضوية ؛ وهي ذات أهمية بسبب ارتباطها الوثيق بالطب النووي. تصنف تلك المعقدات التناسقية ضمن معقدات التكنيشيوم العضوية  لاحتوائها على رابطة تكنيشيوم-كربون Tc–C؛ ومن الأمثلة على الربيطات العضوية المعروفة لتلك المعقدات كل من الكربونيلات  وحلقي البنتاديينيلات . يوجد المعقد الكربونيلي Tc2(CO)10 على هيئة صلب أبيض؛ وتكون فيه ذرتا التكنيشيوم مرتبطتين مع بعضهما بطول رابطة مقداره 303 بيكومتر.

## الأثر البيئي
إن نصف العمر الطويل للتكنيشيوم-99 واحتمالية تشكيله لأنواع أيونية يمثل مصدر قلق رئيسي، خاصة فيما يتعلق يإدارة النفايات المشعة عالية المستوى  طويلة الأمد. لذلك لا تزال الكيمياء البيئية لهذا العنصر مصدر أبحاث علمية مستمرة.

### التخلص من النفايات
إن أغلب العمليات المصممة من أجل إزالة منتجات الانشطار النووي في إعادة المعالجة تهدف إلى إزالة الكاتيونات (الأيونات موجبة الشحنة الكهربائية) مثل السيزيوم (النظير سيزيوم-137) والسترونتيوم (النظير سترونتيوم-90)؛ بالتالي فإن الأنيونات (الأيونات سالبة الشحنة الكهربائية) مثل البيرتكنيتات ستنفذ من تلك العمليات. تتضمن الخيارات المطروحة في الوقت الراهن تخزين النفايات المشعة من التكنيشيوم في مستودعات جيولوجية عميقة. يترافق هذا الخيار بحدوث مخاطر تلوث المياه، وخاصة الجوفية، بالنفايات المشعة. إذ لا يميل أنيون البيرتكنيتات لأن يمتز  على أسطح المعادن، لذا فإته على الأغلب سيشطف من على السطح؛ وذلك على العكس من كاتيونات البلوتونيوم واليورانيوم والسيزيوم التي تمتز على جسيمات وحبيبات التربة. يمكن للتكنيشيوم أن ينتقل في الوسط الحيوي عبر النشاط الميكروبي  في الترسبات  في قاع البحيرات.
عرض أسلوب بديل للتخلص من نفايات التكنيشيوم-99 من خلال التحوّل النووي  في سيرن ، وفيه يقذف هدف معدني حاو على التكنيشيوم-99 بالنيوترونات من أجل تشكيل النظير تكنيشيوم-100 قصير العمر (عمر النصف 16 ثانية)، والذي يضمحل بإصدار أشعة بيتا إلى النظير روثينيوم-100 المستقر. إن كان الهدف من العملية هو الحصول على عنصر روثينيوم قابل للاستخدام، لذا ينبغي حينها استخدام هدف نقي جداً من التكنيشيوم، لأن وجود آثار نزرة من الأكتينيدات الثانوية  مثل الأمريسيوم والكوريوم في الهدف سيؤدي إلى انشطارها لتتشكل نواتج انشطار نووية جديدة والتي ستزيد من النشاط الإشعاعي للهدف. من جهة أخرى، فإن إجراء عملية فصل للتكنيشيوم-99 من الوقود النووي المستهلك  هي عملية ليست مجدية وتستغرق وقتاً طويلاً. أما إعادة المعالجة النووية فستنتج التكنيشيوم على هيئة نفايات سائلة عالية الإشعاع، والتي يمكن بعد تخزينها لسنوات طويلة أن تخضع لمعالجات لاحقة.

## المخاطر
لا يوجد دور حيوي لعنصر التكنيشيوم ولا يوجد بشكل طبيعي في جسم الإنسان. لا يوجد تأثير سمي لهذا العنصر، فعلى سبيل المثال، لم تظهر التجارب على الجرذان حدوث تغير في تركيب الدم أو وظائف الأعضاء أو التأثير على الشهية عند تناول كميات تصل إلى 15 ميكروغرام لكل غرام من الطعام المقدم لها لعدة أسابيع. يتحول التكنيشيوم في الجسم إلى أيون البيرتكنيتات وهو مرتفع الانحلالية ويطرح بشكل سريع. أما بالنسبة للسمية الإشعاعية  للتكنيشيوم فهي متعلقة بنوع المركب وبنوع الإشعاع الصادر عن النظير المشع وعمر النصف الخاص به. عموماً ينبغي التعامل بحذر مع جميع نظائر التكنيشيوم، وبالنسبة للنظير 99mTc فهو مصدر انبعاث لأشعة بيتّا ضعيفة الشدة، وتكون بالشدة الكافية من أجل إجراء التشخيص الطبي دون تشكيل مخاطر على صحة المريض. من أحد المخاطر الرئيسية عند التعامل مع التكنيشيوم هو حدوث استنشاق للغبار، ومثل ذلك التلوث الإشعاعي قد يسبب خطراً على صحة الرئتين. بالنسبة لأغلب الأعمال المخبرية المتضمنة تحضير هذا العنصر في الاستخدامات الطبية، فالتعامل بهذا العنصر ضمن كُمّة الدخان  سيكون كافياً، وما من ضرورة لاستخدام صندوق القفازات .

## الاستخدامات

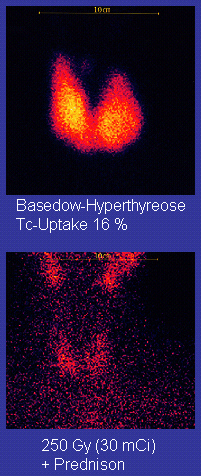
صورة تشخيصية لعنق لمريض بداء غريفز باستخدام النظير تكنيشيوم-99m.

### الطب النووي
يستخدم التكنيشيوم بشكل أساسي في مجال الطب النووي، وذلك على هيئة المصاوغ النووي تكنيشيوم-99m، والذي يستخدم على هيئة قائفة مشعة ، والتي يمكن لأجهزة التصوير التشخيصي الطبي  تعقبها في جسم الإنسان. يعد هذا النظير مناسباً بشكل جيد لأداء هذه الوظيفة من حيث عمر النصف القصير نسبياً والإشعاع ضعيف الشدة نسبياً الصادر عنه. تسمح كيمياء التكنيشيوم بارتباطه مع عدد من المركبات الكيميائية الحيوية داخل الجسم، مما يتيح المجال باستخدامه لعدد من الاختبارات التشخيصية. يوجد أكثر من 50 دواء مشع معروف يحوي على التكنيشيوم-99m، وتستخدم في تشخيص أعضاء مختلفة في جسم الإنسان بالإضافة إلى الأورام.

### الصناعية والكيميائية
يستخدم الإشعاع الصادر عن التكنيشيوم-99 ضمن معايير المعهد الوطني للمعايير والتقانة  الأمريكية، ويستخدم في معايرة الأجهزة. اقترح استخدام التكنيشيوم-99 أيضاً في أجهزة الإلكترونيات البصرية  والبطاريات الذرية على المستوى النانوي .
مثلما الحال مع الرينيوم والبلاديوم، فيمكن استخدام التكنيشيوم على هيئة حفاز ، وذلك في عمليات صناعية كيميائية مثل نزع الهيدروجين من الإيزوبروبانول (الكحول الإيزوبروبيلي )، ولكن الإشعاع المرافق مشكلة أساسية ينبغي أخذها بعين الاعتبار. تؤدي إضافة تراكيز ضئيلة (ما يقارب 55 جزء في المليون (ppm)) من بيرتكنيتات الوتاسيوم إلى الماء المغمور فيه قطعاً من الفولاذ سيؤدي إلى حمايته من التآكل، حتى مع رفع درجات الحرارة إلى 250 °س. لذلك يستخدم البيرتكنيتات مانعاً للتآكل ، مع ضرورة مراعاة المخاطر الإشعاعية لهذا العنصر، لذلك يستخدم في تطبيقات محددة ضمن أنظمة مغلقة. لا تزال آلية تثبيط التآكل عبر أنيون البيرتكنيتات غير مفهومة بالشكل الكافي، ولكن يحتمل أن تتضمن تشكل عكوس لطبقة رقيقة تساهم في التخميل ؛ وفي احتمال آخر يرجح حدوث تفاعل بين البيرتكنيتات مع سطح الفولاذ لتشكيل طبقة من ثنائي أكسيد التكنيشيوم والتي تحمي من التآكل اللاحق، ولكن ينبغي أن يكون التركيز متناسباً مع تركيز الأيونات الأخرى في الوسط. عموماً فإن التطبيقات الصناعية والكيميائية للتكنيشيوم يرافقها إصدار إشعاعي، مما يجعل التطبيق العملي لهذا الاستخدام غير واسع النطاق؛ ويقتصر على سبيل المثال في مفاعلات الماء المغلي .